# Om (Band)
Om ist eine experimentelle Stoner-Rock- bzw. Psychedelic-Rock-Band, die von ehemaligen bzw. noch teilaktiven Mitgliedern der Band Sleep gegründet wurde.

## Geschichte
Om wurde 2004 von Alberto Cisneros (Bass, Gesang) und Chris Hakius (Schlagzeug) gegründet.
Ihr Debütalbum Variations On A Theme nahm Om 2004 auf, im Herbst 2006 kam der Nachfolger Conference Of The Birds, welcher nur 2 Songs beinhaltet. Das Album Pilgrimage, bestehend aus 4 Titeln, wurde 2007 veröffentlicht. Anschließend waren sie auf Tour in den Vereinigten Staaten und Europa und auch in Jerusalem. Anfang 2008 verließ der Schlagzeuger Chris Hakius die Band und wurde durch Emil Amos ersetzt.

## Stil
Die Hauptelemente von Om sind Bass, Schlagzeug und Gesang. In God is Good oder Advaitic Songs wurden jedoch auch Cello, Violine, Tambura(-Effekte), Tablas oder Querflöte verwendet. Advaitic Songs ist überwiegend ruhig, orientalisch, subtil und melodisch. Der Gesang ähnelt einem Mantra, klingt aber in den meisten Songs ähnlich einem Sprechgesang, der sich meist mit einer einzelnen, hauptsächlichen Tonlage der Bassgitarre verbindet. Die Liedtexte zielen auf Transzendenz ab und beschreiben sowohl abstrakte, kosmische als auch naturmystische bzw. geistige metaphysische Kategorien, Vorstellungen und Ereignisse. Die Texte sind vergleichbar mit abstrakten Reflexionen, die durch Rhythmus strukturiert werden. Auf Reime o. ä. wird kein Wert gelegt.
Al Cisneros betonte, dass der Gesang eher rhythmisch als grammatikalisch funktioniert. Die Texte sollen hauptsächlich auf gedanklicher und innerer Basis abzielen, die er während seiner damaligen Pause frei entworfen, als auch zum Instrumental geschrieben hat.
Seit God is Good, beziehungsweise dem Einstieg von Emil Amos als Schlagzeuger, greift die Musik mehr Vielfältigkeit auf und setzt den damaligen Werken quasi entgegen. Das Schlagzeugspiel verwendet vermehrt feine Akzente und schnellere Drum-Fills als der gewohnt arge und konstante Stil von Chris Hakius.
In den meisten aktuellen Live-Konzerten begleitet Robert A.A. Lowe (Lichens) die Band mit Tamburin, Gitarre, Keyboard, Gesang oder Hintergrundeffekten.

## Bass
Al Cisneros spielt fast ausschließlich Bassgitarren des Herstellers Rickenbacker, Beispielmodelle Rickenbacker 4003 Fireglo und Rickenbacker 4003 Jetglo. Ebenso ist er für seine Verwendung von Green-Amps-Röhrenverstärkern und Boxen bekannt. In Advaitic Songs verwendete Cisneros das erste Mal einen 5-Saiter, ebenfalls von der Marke Rickenbacker.
Besonders ausschlaggebend für Cisneros’ Klang ist die Verwendung von hypnotisch-knirschenden, düsteren Verzerreffekten, die jedoch keine Substitute für verzerrte E-Gitarren sind. Die langsame Spielweise, oft auf einer Saite, wirkt hypnotisch und vermittelt gleichzeitig das Gefühl von intensiv dröhnender Rockmusik. In jedem Song gibt es eine hauptsächliche Tonlage, an der sich der Song orientiert.
Die Band stellte bereits bei ihrer ersten Jam fest, dass kein weiteres Instrument außer Bass, Schlagzeug und Gesang notwendig war. Zudem bestünde auch mehr Flexibilität und Kontrolle während des Erschaffungsprozesses und der Performance der Songs. Das Songwriting korrespondiert zwischen den Mitgliedern und den Instrumenten und beginnt immer erst durch inneres Hören.

## Diskografie

### Studioalben
- 2005: Variations On A Theme
- 2006: Conference of the Birds
- 2007: Pilgrimage
- 2009: God is Good
- 2012: Advaitic Songs

### Weitere Veröffentlichungen
- 2006: Inerrant Rays of Infallible Sun (Split-EP mit Current 93)
- 2006: Om/Six Organs of Admittance (Split-7’’)
- 2008: Gebel Barkal (Single)
- 2008: Live At Jerusalem (Livealbum)
- 2009: Conference Live (Livealbum)
- 2019: "BBC Radio 1" (Livealbum)